# Leo Birinski

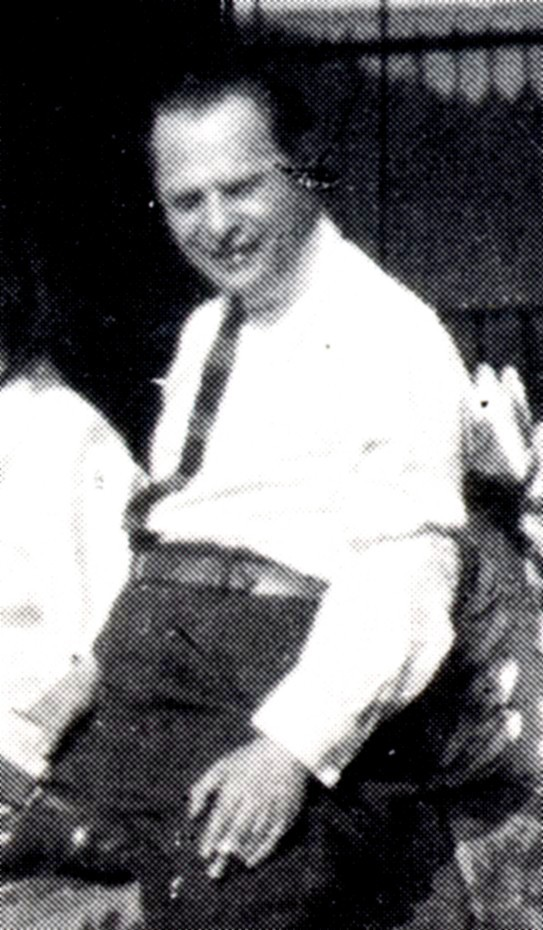
Leo Birinski (ca. 1923)

Leo Birinski (* vielleicht 8. Juni 1884 in Lyssjanka, Russisches Kaiserreich, heute Oblast Tscherkassy, Ukraine; † 23. Oktober 1951 in der Bronx, New York City, New York) war ein Dramatiker, Drehbuchautor und Filmregisseur jüdischer Herkunft. Er war in Österreich, Deutschland und in den Vereinigten Staaten tätig. Es gibt nur minimale Angaben zu Birinski in Enzyklopädien oder Wörterbüchern und kaum biographische Informationen. Die wenigen sind entweder verschwommen oder sogar verkehrt. Man kann fast mit Sicherheit festhalten, dass er die Entstehung verschiedener Täuschungen im gewissen Maße unterstützte.

## Name
Einige Quellen behaupten, dass er wohl Leo Gottesmann hieß und der Name Birinski nur sein Pseudonym war. Beide Namen sind vermutlich Eigennamen und richtig: väterlicherseits Gottesmann, mütterlicherseits Birinski. Bis 1906 benutzte Birinski seinen Nachnamen väterlicherseits. Das älteste Dokument, in dem der Nachname mütterlicherseits zum ersten Mal erschien, ist in einem Brief aus Wien vom Oktober 1908. Seitdem bis zu seinem Tode lebte und publizierte er unter dem Namen Leo Birinski, manchmal in der Schreibvariante Birinsky. Andere Varianten des Namens: Birinszki oder Birinszkij (ungarisches Sprachgebiet), Lev oder Lav Birinski (slawische Sprachräume). Im tschechischen Sprachgebiet ist er unter der russischen Schreibweise Lev Birinskij bekannt. Das hängt mit der Marketingtaktik und der patriotischen Irreführung des Nationaltheaters in Prag anlässlich der Premiere seines Stückes Narrentanz im Jahre 1912 zusammen. Diese Satire auf russische Zustände vom jüdischen, in Wien lebenden Autor und auf Deutsch geschrieben, wäre wahrscheinlich im Prager Nationaltheater nicht akzeptiert worden. Birinski wurde als ein russisch schreibender jüdischer Autor erklärt und sein Nachname bekam die russische Endung. Am Plakat zur Premiere stand: „Russisch von Lev Birinskij geschrieben“. Die tschechische Theatergeschichte übernahm diese Mystifikation und Birinski wurde in Tschechien noch Ende des 20. Jahrhunderts als russischer Autor angeführt. Dazu trug vermutlich zu seiner Zeit Birinski selbst durch seine Sympathien zu Russland bei.

## Leben

### Geburtsdatum und Geburtsort
Zu Geburtsdatum und Ort gibt es etwa acht Versionen. Laut deutschen und österreichischen Quellen und der Großen Jüdischen National-Biographie wurde Birinski in Bukowina geboren – entweder direkt in der Hauptstadt Czernowitz oder im Städtchen Storoschynez, und zwar 1880 oder 1884. Laut tschechischer Enzyklopädien wurde er 1885 in Kiew in der Ukraine geboren. Laut Billy H. Doyles The Ultimate Directory of Film Technicians… war es 1882 irgendwo im Russland. Eine eindeutige Antwort bieten nicht mal Birinskis zeitgenössische persönliche Dokumente. In Wiener Meldezetteln wurden zuerst der Juli 1884 als Geburtsdatum und abwechselnd Städtchen Borszczów oder Skała in Galizien als Geburtsort angeführt. Im Dezember 1914 änderte Birinski plötzlich seine Identität und führte (bis zur endgültigen Abreise aus Wien) den 8. Juni 1884 als Geburtsdatum und Lyssjanka im Russland (190 km südlich von Kiew, heutige Ukraine) als Geburtsort an. Bei seiner Ankunft in den USA im September 1927 wies er sich in der Einwanderungsbehörde mit einem Reisepass Nicaraguas aus und führte als Geburtsort die Hafenstadt Bluefields in Nicaragua an. Welche dieser Angaben richtig ist, kann man heute mit Sicherheit nicht bestimmen, einige kann man jedoch ausschließen. Die jüdischen Personenverzeichnisse von Czernowitz und Borszczów blieben bis heute erhalten und bestreiten diese Städte als Birinskis Geburtsort. Eine nicaraguanische Identität klingt exotisch, jedoch nicht glaubwürdig – Birinski fuhr aus Wien nach Berlin im Jahre 1921 als ukrainischer Bürger (das kann man durch Meldezettel belegen). Familiäre Umstände sprechen für den Geburtsort Lyssjanka. Sein Vater Hermann (Hersch) Gottesmann stammte aus Borszczów und heiratete jedoch 1877 in Potschapinzy (10 km von Lyssjanka) Czarna Berinska (oder Birinska) aus Lyssjanka. Dort wurde auch 1889 Leos jüngerer Bruder Mordko geboren. Die Personenverzeichnisse von Lyssjanka wurden leider zerstört; deshalb bleibt diese Hypothese für immer unbestätigt. Was das Geburtsdatum angeht, muss man sich auf das von ihm im Zusammenhang mit Lyssjanka angeführte Datum verlassen – 8. Juni 1884. Die Gründe, warum er seine Identität im Dezember 1914 änderte, kann man nur vermuten. Für das Leben in Österreich-Ungarn war es sicherlich einfacher, als österreichischer Bürger, aus Galizien stammend, aufzutreten – offenbar gelang es ihm, österreichische Behörden davon zu überzeugen, vielleicht dank der Provenienz seines Vaters Hermann. Nach dem Ausbruch des Ersten Weltkrieges konnte er sich bedroht fühlen, in die Armee berufen zu werden und deshalb war es günstiger, seine Provenienz aus Lyssjanka zu gestehen – wodurch er zum Bürger eines Feindstaats mit der Genehmigung zum Daueraufenthalt in Wien geworden ist. Es ist jedoch nur eine Hypothese.

### Wien
Über Birinskis frühe Lebensphase ist nur wenig bekannt. Hermann Gottesmanns Familie lebte wohl bis in die 1890er Jahre in der Ukraine und zog kurz vor der Jahrhundertwende nach Czernowitz (am 1. Januar 1900 wurde dort Leos Schwester Anna geboren). Es gibt zwei Zeitangaben, wann Birinski in Wien ankam. Nach zeitgenössischen tschechischen Quellen war es im Jahre 1901, laut Meldezettel seines Bruders Mordko zog die Familie im Juli 1904 aus Czernowitz nach Wien um. In Wien arbeitete er als Handelsgehilfe im Buchhandel, bald fand er jedoch den Weg in Künstlerkreise und befreundete sich mit den Schauspielern Hugo Thimig und Josef Kainz, die seinen Einstieg in eine künstlerische Karriere unterstützten. Er fing an zu übersetzen und später auch eigene Bühnenstücke zu schreiben. Er arbeitete für Kainz in dessen letzter Lebensphase als sein persönlicher Sekretär und pflegte ihn auch während seiner schweren Krankheit bis zum Tode im September 1910. Laut Meldezetteln besuchte Birinski schon vor dem Ersten Weltkrieg bisweilen Berlin und München, wo er wohl weitere Kontakte zu Künstlern knüpfte.
In Wien schrieb Birinski drei Theaterstücke. Die Tragödie Der Moloch erlebte im Januar 1910 in Wien ihre Premiere und wurde dreimal herausgegeben. Bald danach wurde sie auch in Deutschland aufgeführt und in mehrere Sprachen übersetzt. Das Drama Raskolnikoff nach Dostojewski (in einigen Quellen als Erstlingswerk bezeichnet) entstand ebenfalls 1910, wurde jedoch erst 1912 herausgegeben und 1913 in Gera uraufgeführt. Es wurde damals nur ins Kroatische und Slowenische übersetzt. Im Jahre 2007 wurde es auch auf Tschechisch aufgeführt. Das erfolgreichste Stück dieser Periode war der Narrentanz. Diese Komödie (laut Birinski Tragikomödie) erlebte am 28. September 1912 in zehn Städten gleichzeitig die Uraufführung und wurde bald herausgegeben. Es folgten viele weiteren Aufführungen auf Deutsch (u. a. im November 1912 am Irving Place Theatre in New York City) und eine Reihe von Übersetzungen.
Im März 1920 erschien in der Wiener Presse eine Nachricht über Birinskis Selbstmord, die sich schnell auch im Ausland verbreitete. Bald erwies sich dies als Verwechslung mit einem jüngeren Verwandten aus Galizien – Leon Gottesmann. Zwar veröffentlichten die Zeitungen einen Widerruf, doch für viele Lexika endet hier das Leben Birinskis. Dadurch spaltete sich seine Person in zwei unterschiedliche enzyklopädische Lemmata – der Dramatiker Birinski „starb“ 1920, der Filmmacher Birinski tauchte in den 1920er Jahren „aus einem unbekannten Ort“ auf. Der echte Birinski verließ 1921 endgültig Wien und übersiedelte nach Berlin.

### Berlin

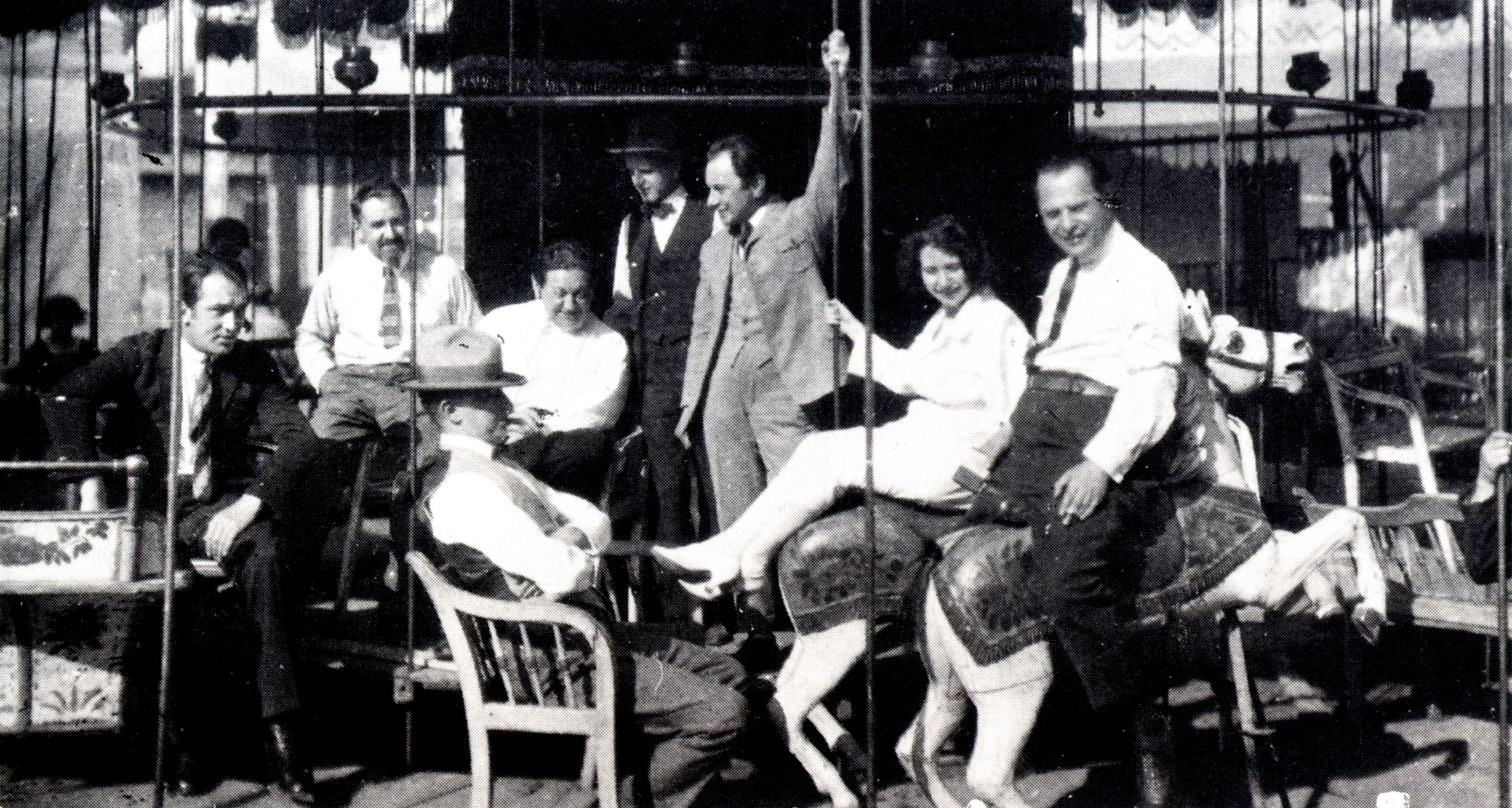
Eines der wenigen bekannten Bilder. Arbeitspause bei den Aufnahmen des Films Das Wachsfigurenkabinett; Leo Birinski rechts reitend auf dem Schimmel (ca. 1923)

Sein Leben in Berlin ist schwieriger zusammenzustellen als sein Wiener Aufenthalt – Meldezettel aus dieser Zeit sind nicht erhalten. Die einzige schriftliche Spur ist der Eintrag im Meldebuch eines kleinen Hotels in Kloster auf der Insel Hiddensee, doch nicht einmal das Jahr steht fest. Aus anderen Dokumenten ergibt sich, dass Birinski in Deutschland Felicia Aschkenas (geb. 1902 in Warschau) heiratete, eine Pianistin jüdischer Abstammung.
In Deutschland widmete sich Birinski vor allem der Filmarbeit. Er verfasste (teilweise mit Co-Autoren) Drehbücher für verschiedene Produzenten und Regisseure, zumeist nach Unterhaltungsstoffen mit der Tendenz zum Trivialen. Sein erstes nachgewiesenes Werk war das Drehbuch zum Joe Mays „Gesellschaftsfilm“ Tragödie der Liebe (1923) mit Emil Jannings, Mia May und Marlene Dietrich in einer kleinen Rolle (laut einigen Quellen ging es um ihren ersten aufgeführten Film). Gleich im folgenden Jahr beteiligte er sich am bedeutenden Film Das Wachsfigurenkabinett (1924, Regisseur: Paul Leni und Leo Birinski). Birinskis Anteil an der Filmregie ist fragwürdig, wie schon ein zeitgenössischer Rezensent bemerkte: „Auf dem Programm steht zu lesen: Regie Paul Leni, Spielleitung Leo Birinski. Mit Verlaub: Ich habe bisher immer Regie für Spielleitung, Spielleitung für Regie und beide für ein und dasselbe gehalten. Also, wie ist das? (…) Sagen wir es so: Herr Lenibirinski zusammen mit Herrn Birinskileni (Ersterer Regisseurspielleiter, letzterer Spielleiterregisseur) haben brillant konzipiert, golden eingestellt, aber nur silbern ziseliert …“ Man kann Birinskis Bezeichnung als Filmregisseur mit den Worten vom Filmhistoriker Hans-Michael Bock erklären, dass „… Leni, der ja zumeist das Schwergewicht auf die optische Bildgestaltung gelegt hat, hat offenbar gerne theatererfahrene Partner für die Schauspielerführung hinzugezogen.“ Weitere Aufgaben von Birinski bei diesem Film kommentiert er folgendermaßen: „Aus dem Zusammenhang mit seiner Herkunft (…) vermute ich, daß er beim Wachsfigurenkabinett als Berater für die Russen-Episode und als Vertrauensmann für die russischen Finanziers (reiche Emigranten) des Films fungiert hat.“ In einigen Quellen wird noch sein Anteil am Drehbuch einer russischen Episode (Iwan der Schreckliche) erwähnt. In den nächsten drei Jahren wurden in Deutschland nach Birinskis Drehbüchern mehrere Filme pro Jahr gedreht. In Varieté (1925, Regisseur: E. A. Dupont) soll er – wenigstens laut der Datenbank von British Film Institute – eine kleine Rolle gespielt haben. Als Beispiel für alle anderen nennen wir Drehbücher zu den Filmen von Gennaro Righelli Der Bastard (1925) und Der Meister der Welt (1927) oder zum Robert Wienes Film Die Geliebte (1927). Er verarbeitete das Thema der berühmten Spionin für den Film Mata Hari, die rote Tänzerin (1927, Regisseur: Friedrich Feher), das er später in den USA wiederaufnahm. Als Drehbuchautor sollte er an der ersten Romanverfilmung Winnetou von Karl May teilnehmen. Den Film sollte Gennaro Righelli drehen und die Titelrolle sollte Wilhelm Dieterle darstellen – das Projekt kam jedoch nicht zustande. Nach der Korrespondenz zwischen Birinski und Carl Meinhard hat Birinski vor dem Jahre 1927 das Schauspiel Der heilige Teufel (Rasputin) geschrieben. Sein Text im Deutschen wurde nicht gefunden, aber die spätere Version im Englischen existiert in den USA.

### Amerika
Bald nach der Premiere von Mata Hari, die rote Tänzerin ging Birinski in die USA. Laut der Einwanderungsbehörde reiste er am 16. September 1927 auf der Berengaria der Cunard Line von Cherbourg nach New York City Ellis Island ein. Er wies sich mit einem nicaraguanischen Reisepass aus. Offiziell kam er, um seinen Bekannten Simon Sutta (Händler mit Pelzwerk aus Moskau, der in Manhattan lebte) zu besuchen. Sein für sechs Monate bestimmter Aufenthalt verlängerte sich bis zu seinem Tod, also um mehr als 24 Jahre. Seine Ehefrau Felicia – in Begleitung ihrer Mutter – kam am 28. Oktober 1929 auch in Ellis Island an. Ebenso mit einem nicaraguanischen Reisepass und mit dem Ziel, Simon Sutta zu besuchen. Und das ist fast alles, was an Dokumenten über Birinskis Aufenthalt in den USA belegt ist. Laut der Einwanderungslisten verließ er den amerikanischen Kontinent nur einmal, als er 1936 für etwa eine Woche nach Hawaii ausreiste. Bei der Rückkehr führte er an, dass er geschieden ist, wechselte die jüdische Nationalität zur russischen und blieb lediglich der nicaraguanischen Staatsbürgerschaft treu. Von derselben Quelle kennen wir seinen Dauerwohnsitz: Hollywood, 3110 Hollyridge Drive. Es gibt keine wesentlichen Angaben oder Dokumente zu seinem Leben, nicht mal in der Bibliothek der Academy of Motion Picture Arts and Sciences, obwohl „he worked on some major films“.
Birinskis erstes amerikanisches Werk war vermutlich entweder das Drehbuch zum Film Love and the Devil (Premiere am 24. März 1929, Regisseur: Alexander Korda) oder Regie des Films Das Große Glück mit Rudolph Schildkraut und Louise Dresser – die deutsche Version des Films A Ship Comes In von William K. Howard (1928). Zwei andere Projekte, an denen er sich beteiligte, wurden nicht realisiert. Im Nachlass von Gloria Swanson findet man verschiedene Drehbuchversionen zu Queen Kelly, von Erich von Stroheim begonnen, aber nie vollendet. Eine dieser Versionen wurde zwischen März und April 1929 von Birinski verfasst. Sein Drehbuch entstand auf Deutsch und wurde von Elzie von Koczian ins Englische übersetzt. Das zweite nicht realisierte Projekt sollte der Film nach „Revolutionsstory“ The Bargain in the Kremlin sein, dessen Drehbuch Birinski für Paul Leni schreiben sollte. Nach der mit Verlegenheit empfangenen Olympia (1930, Regisseur: Jacques Feyder, deutsche Version des Films His Glorious Night von Lionel Barrymore) folgten einige erfolgreiche und sog. „major“ Filme. Birinski begann die Serie mit einer zweiten Bearbeitung der Spionen-Thematik in Mata Hari (1931, Regisseur: George Fitzmaurice) mit Greta Garbo in der Titelrolle. Er setzte weiter mit Drehbüchern für die Filme von Rouben Mamoulian The Song of Songs (1933) mit Marlene Dietrich und The Gay Desperado (1936) fort. Inzwischen schrieb er Entwürfe oder Drehbücher für einige „kleinere“ Filme und probierte noch einmal die Arbeit eines Regisseurs an der Filmromanze Flirtation (1934) aus. Ende des Jahres 1936 teilte die Presse mit, dass die Motion Picture Association of America nach Hays Code die Arbeit am Film I Gave My Wife to the King über die Affäre des ehemaligen britischen Königs Edward VIII. und der Frau Wallis Simpson im Interesse der guten Beziehungen mit Großbritannien eingestellt wird. Das Thema schlug gerade Birinski vor. Die letzten Filme, an denen Birinskis Anteil als Autor sicher ist, waren Full Confession (1939, Regisseur: John Farrow) und The Lady Has Plans (1942, Regisseur: Sidney Lanfield) mit Paulette Goddard.
Die zwei Birinskis Filme dienten auch als Vorlage für Hörspiele, die im Rahmen des Projekts The Lux Radio Theatre das CBS-Netz sendete. Am 20. Dezember 1937 war das The Song of Songs mit Marlene Dietrich und Douglas Fairbanks junior und am 26. April 1943 The Lady Has Plans mit Rita Hayworth und William Powell. Die Sendungsaufnahmen wurden bis heute in einer Privatsammlung überliefert.
Birinski nahm auch das Schreiben fürs Theater in den USA wieder auf. Im Jahre 1935 wurde das Drama Nowhere Bound über die aus den USA deportierten Menschen am Broadway inszeniert und 1944 folgte das Stück The Day Will Come, das in der Schlüsselsituation die Begegnung Adolf Hitlers mit Ahasveros in einem verlassenen russischen Dorf behandelt. Außerdem wurde im Nachlass von Herman Bernstein (er starb 1935) Birinskis Maschinenschrift des Theaterstückes The Holy Devil (Rasputin) in der englischen Version gefunden, das wahrscheinlich bisher weder publiziert noch aufgeführt worden ist. Es wartet noch auf seine Weltpremiere.

### Lebensherbst
Die letzten sieben Jahre von Birinskis Leben sind wieder vernebelt. Laut der überlieferten Todesurkunde starb Leo Birinski am 23. Oktober 1951 in dem derzeitigen Armenkrankenhaus Lincoln Hospital in Bronx, New York City. Die Todesurkunde beinhaltet fast keine Angaben über den Verstorbenen – nur die Information, dass er 50 (sic!) Jahre alt war. So besiegelte auch das letzte amtliche persönliche Dokument das Rätsel oder den Irrtum, völlig im Sinne seines ganzen Lebens. Oder ging es etwa um die letzte irreführende Botschaft dieses eigenartigen Menschen für die Geschichtsschreibung? Man möchte es fast glauben. Jedenfalls sieht es so aus, dass Leo Birinski in der Not und vermutlich ganz einsam (ohne Verwandte und Erbfolger) starb. Er wurde in einem Massengrab auf dem zum Stadtteil Bronx gehörenden Stadtfriedhof Potter’s Field auf Hart Island gegenüber des Ostufers der Bronx begraben (plot 45, section 2, no. 14). Paul Frank hat im Nekrolog geschrieben: „…Birinski ist, 69 (sic!) Jahre alt, einem Gehirnschlag erlegen. (…) Seine letzten, schweren, von Krankheit und Not verdüsterten Jahre trug er mit bewundernswerter Heiterkeit…“ Dieser Nekrolog diente als Quelle für Billy H. Doyles The Ultimate Directory of Film Technicians…. Im Jahre 2009 gelang es, Birinskis Verwandte in Israel und in den USA zu finden.

## Das Werk

### Theater

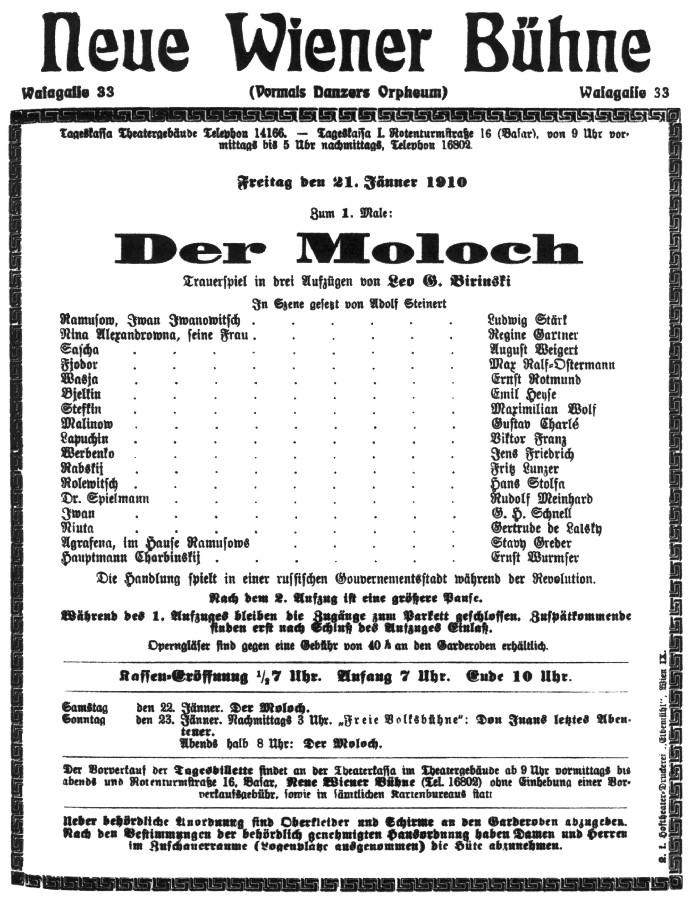
Plakat für die Uraufführung: Das Moloch. Neue Wiener Bühne Wien: 21. Januar 1910.
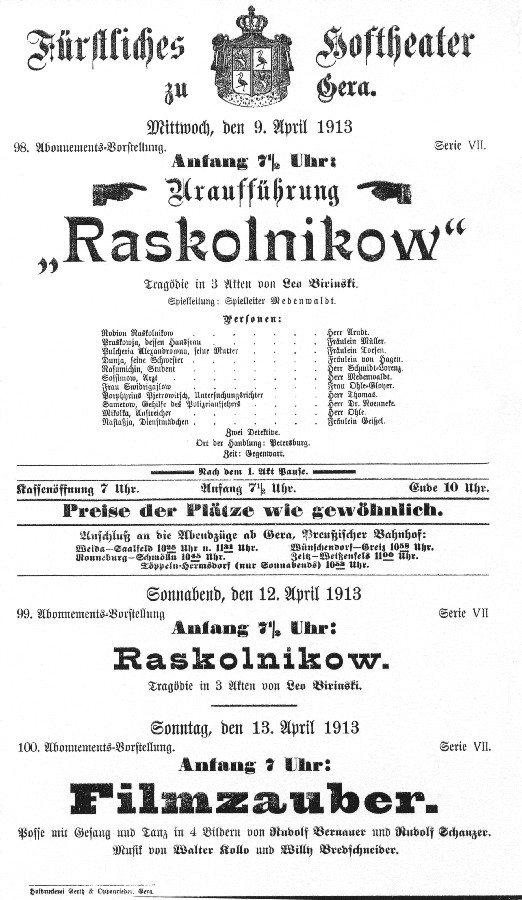
Plakat für die Uraufführung: Raskolnikoff. Fürstliches Hoftheater Gera: 9. April 1913.
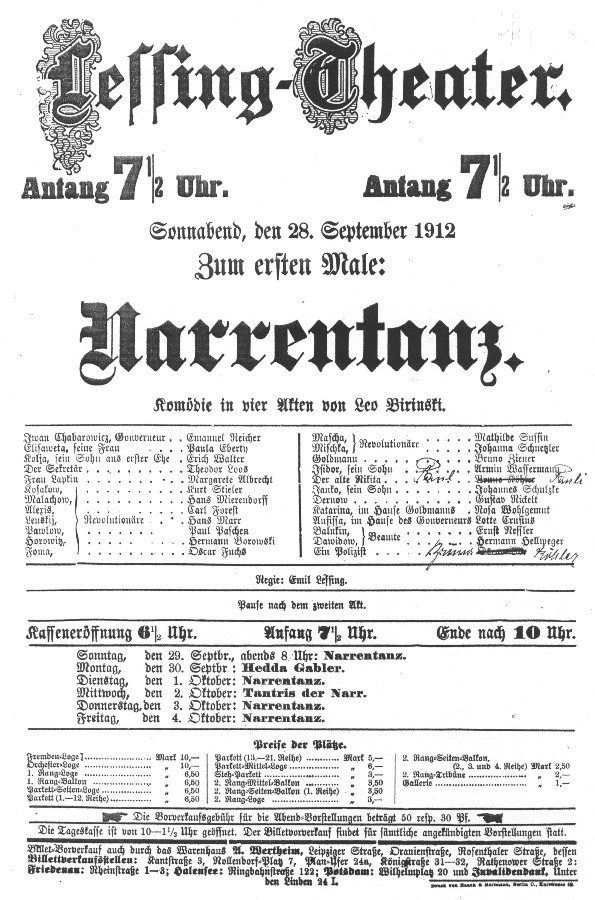
Plakat für die Uraufführung: Narrentanz. Lessing-Theater Berlin: 28. September 1912.
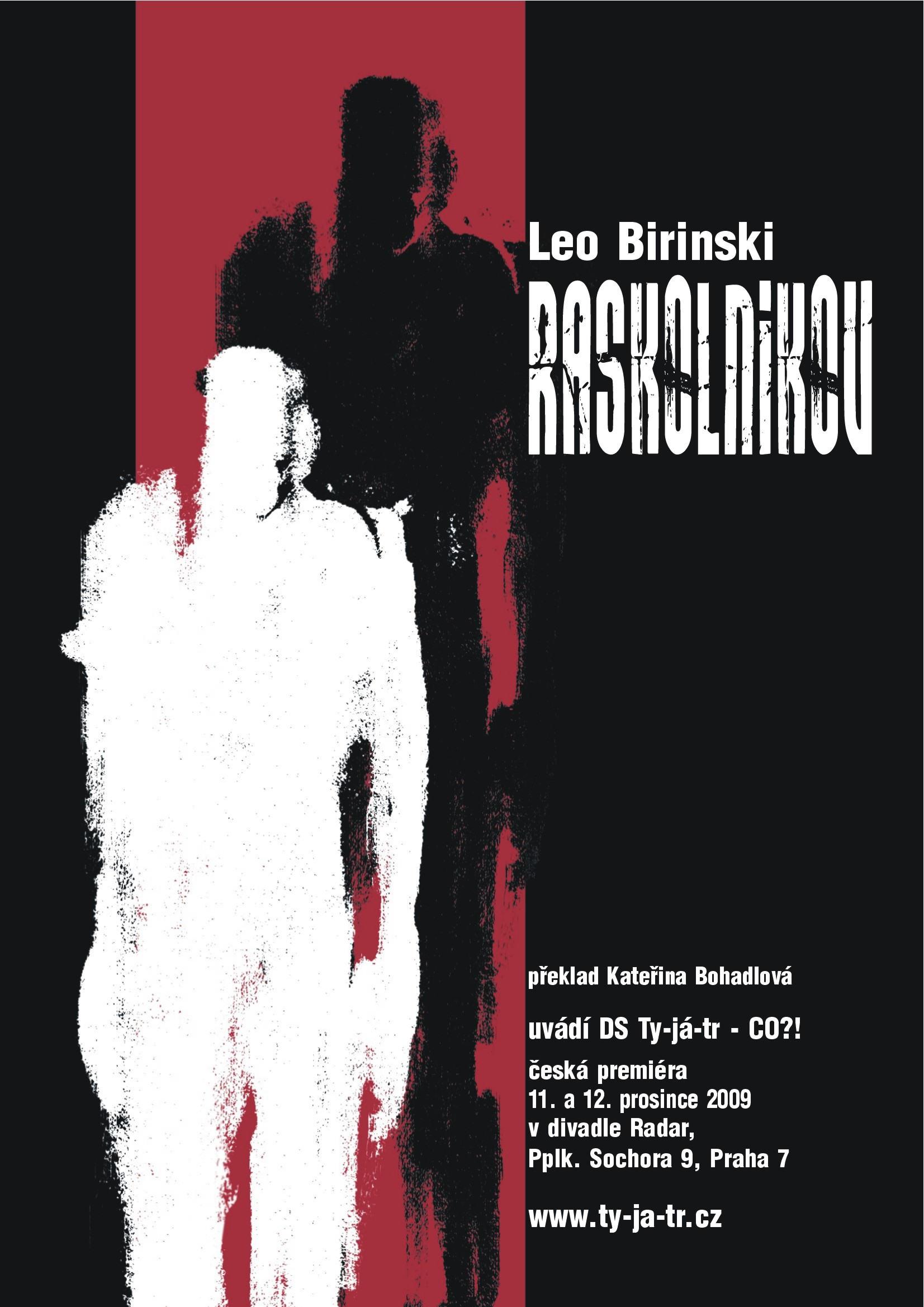
Plakat für die Aufführung Raskolnikov. Theater Ty-já-tr, Prag 2009.

- Der Moloch, Trauerspiel in drei Aufzügen (1910). Premiere: 21. Januar 1910, Neue Wiener Bühne Wien.
  - Andere Aufführungen im Deutschen: Modernes Theater Berlin (1910), Deutsches Theater Köln (1911), Münchner Volkstheater (Theatersaison 1910/1911), Altes Stadt-Theater Leipzig (Theatersaison 1910/1911) usw.
  - Übersetzungen ins:
    - Tschechische: Vincenc Červinka (1910), Titel Moloch, nicht aufgeführt, gedruckt im Jahre 1924.
    - Slowenische: Etbin Kristan (1910), Titel Moloh, aufgeführt in Ljubljana (1910), Triest (1912), Maribor (1925).
    - Kroatische: August Harambašić (1911), Titel Moloh, aufgeführt in Zagreb (1911).
- Raskolnikoff (oder Raskolnikow), Tragödie in drei Akten nach Dostojewski (die erste Erwähnung im Jahre 1910, gedruckt 1912). Das Schauspiel nach dem Roman Schuld und Sühne. Premiere: 9. April 1913, Fürstliches Hoftheater Gera.
  - Andere Aufführungen im Deutschen: Residenz-Theater Berlin (1917), Wiener Kammerspiele (1917).
  - Übersetzungen ins:
    - Kroatische: Joza Ivakić (1916), Titel Raskoljnikov, aufgeführt in Osijek (1916).
    - Slowenische: Silvester Škerl (1922), Titel Raskolnikov, aufgeführt in Maribor (1922).
    - Tschechische: Kateřina Bohadlová (2007), Titel Raskolnikov, aufgeführt in Prag (2009, als szenische Lesung schon 2007).

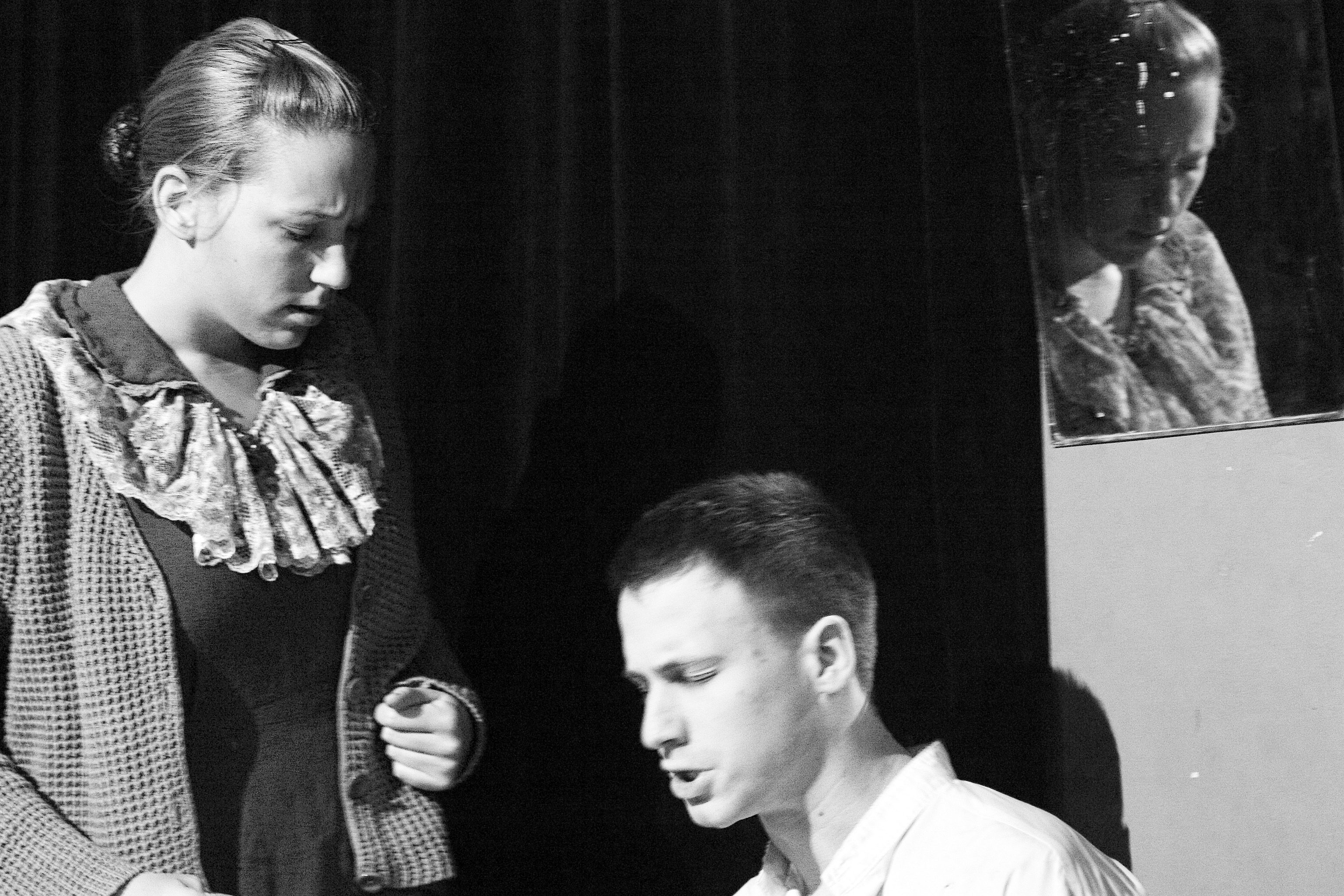
Foto von der Aufführung Raskolnikov. Theater Ty-já-tr, Prag 2009 (Raskolnikoff mit seiner Mutter).
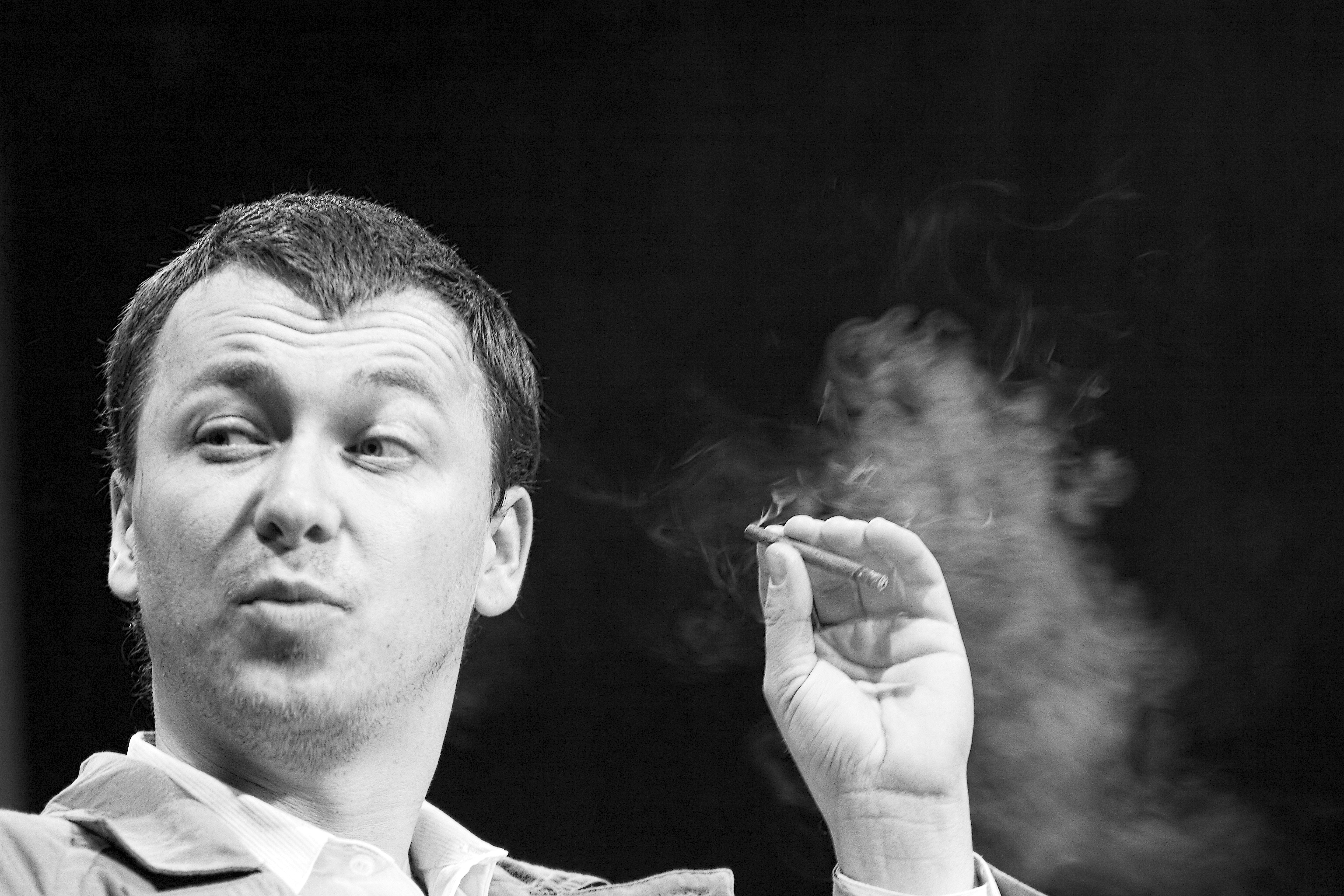
Foto von der Aufführung Raskolnikov. Theater Ty-já-tr, Prag 2009 (Der Ermittlungsrichter Porfiri Petrowitsch).

- Narrentanz, Tragikomödie in vier Akten (1912). Premiere: 28. September 1912, Lessing-Theater Berlin.
  - Die globale Erstaufführung gleichzeitig am 28. September 1912: Neues Deutsches Theater Prag, Neue Wiener Bühne, Schauspielhaus München, Schauspielhaus Dresden, Schauspielhaus Köln, Stadttheater Königsberg (heute Kaliningrad), Schauspielhaus Leipzig, Neues Theater (Frankfurt am Main) und Deutsches Theater Hannover. Und aus Betriebsgründen um einen Tag später: Stadttheater Ostrava.
  - Andere Aufführungen im Deutschen: ungefähr 40 Aufführungen in vielen Städten des deutschsprachigen Raums. Am 13. November 1912 wurde das Spiel auch im Irving Place German Theatre in New York City aufgeführt.[10]
  - Die Rückübersetzung vom Tschechischen ins Deutsche (sic!): tschechischer Regisseur Jiří Vrba und Stephan Stroux (1969), Titel Mummenschanz.[25] Premiere: 5. September 1971, Volkstheater (Wien).[26]
  - Übersetzungen ins:
    - Tschechische: Vincenc Červinka (1912), Titel Mumraj, aufgeführt in den Theater: Národní divadlo Prag (1912),[2] Národní divadlo Brünn (1912 auf der alten Bühne Theater in der Veveří Straße), Amateurtheater Maryša Prag (1976), Činoherní klub Prag (1991), Divadlo na Vinohradech in Prag (2009), Činoherní klub Prag (2017) usw.
    - Polnische: Jarosław Czesław Pieniążek (1913), Titel Taniec czynowników, aufgeführt in den Theatern: Lemberg – Teatr miejski (Stadttheater, 1913), Krakau (1913 und 1920), Posen (1913), Warschau (1915), Łódź (1915), Lublin (1915), Płock (1915), Vilnius (1922).[27]
    - Slowenische: Anton Melik (1913), Titel Vrtoglavci, aufgeführt in Ljubljana (1913), Nova Gorica (1987).
    - Ungarische: Ferenc Herczeg (1913), Titel Bolondok tánca, aufgeführt in Budapest (1913). Miklós Győrffy (1994), Titel Bolondok tánca; aufgeführt in Szeged (1994), Marosvásárhely (1995), Budapest (1998), Pécs (2009). Unbekannter Übersetzer (2002), Titel Maskarádé, aufgeführt in Budapest (2002).
    - Dänische: Carl Behrens (1913), Titel Narredans, aufgeführt in Kopenhagen (1913).
    - Niederländische: Herman Heijermans (1913), Titel Narrendans, aufgeführt in Amsterdam (1914).
    - Französische: Maurice Rémon (1914), Titel La Danse des fous, aufgeführt in Paris (1914).
    - Mazedonische: Vladimir Milčin (1980), Titel Бркотница (Brkotnica), aufgeführt in Skopje (1980).
    - Kroatische: Tomislav Lipljin (1982), Titel Maskerada, aufgeführt in Varaždin (1982).
    - Serbische: Vida Ognjenović (1988), Titel Луда игра (Luda igra), aufgeführt in Nowi Sad (1988).
    - Slowakische: Martin Porubjak (1991), Titel Chaos, aufgeführt in Bratislava (1991).
    - Russische: Oleg Malewitsch und Wiktorija Kamenskaja (2004), Titel: Хоровод масок (Chorowod masok), abgedruckt in Baltijskije sesony Nr. 10/2004, Sankt Petersburg, gespielt als einmalige Diplomvorstellung (Staatliche Institut für Theaterkunst Jaroslawl, 2010).
    - Man erwähnt noch Übersetzungen ins Englische und Japanische, aber ihr Bestehen ist nicht sicher belegt.

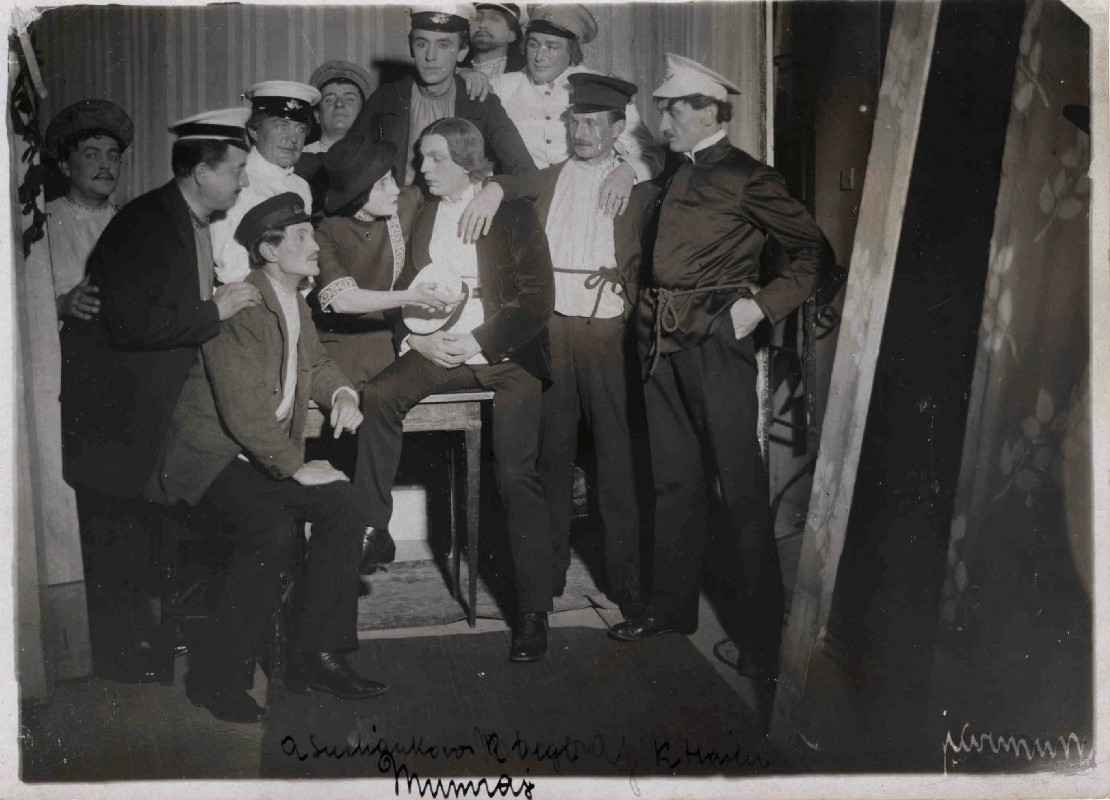
Foto von der ersten fremdsprachigen Aufführung des Narrentanzes (als Mumraj). Theater Národní divadlo Prag im Jahre 1912 (Die Revolutionäre).
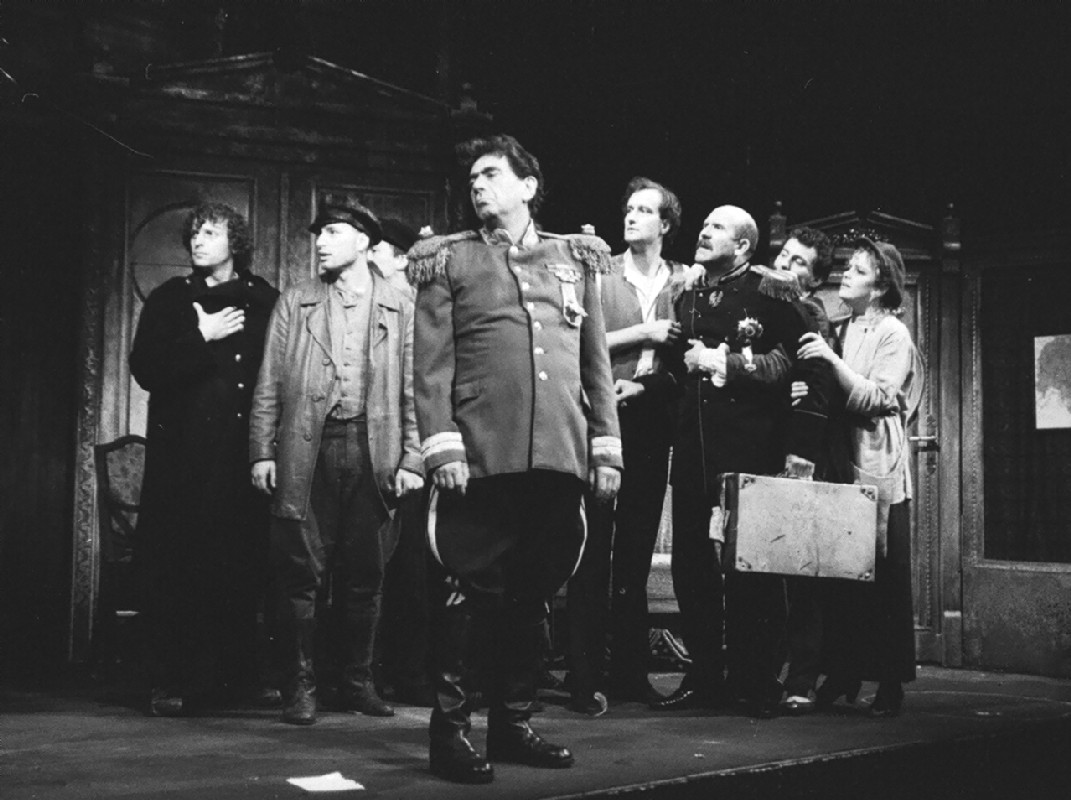
Foto von der Aufführung des Narrentanzes (als Mumraj). Theater Činoherní klub Prag im Jahre 1991 (Das Ende des Schauspieles).
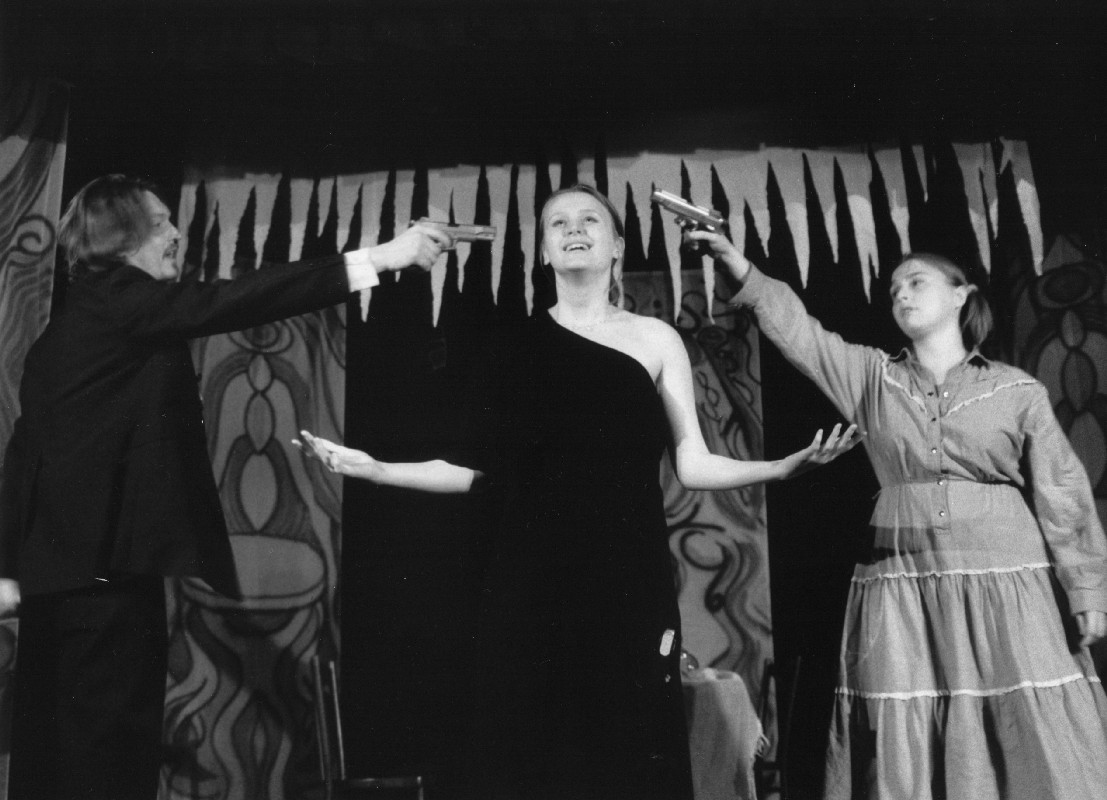
Foto von der Aufführung des Narrentanzes (als Mumraj). Amateurtheater Esence in Prag im Jahre 2002 (Gespräch der Revolutionäre).
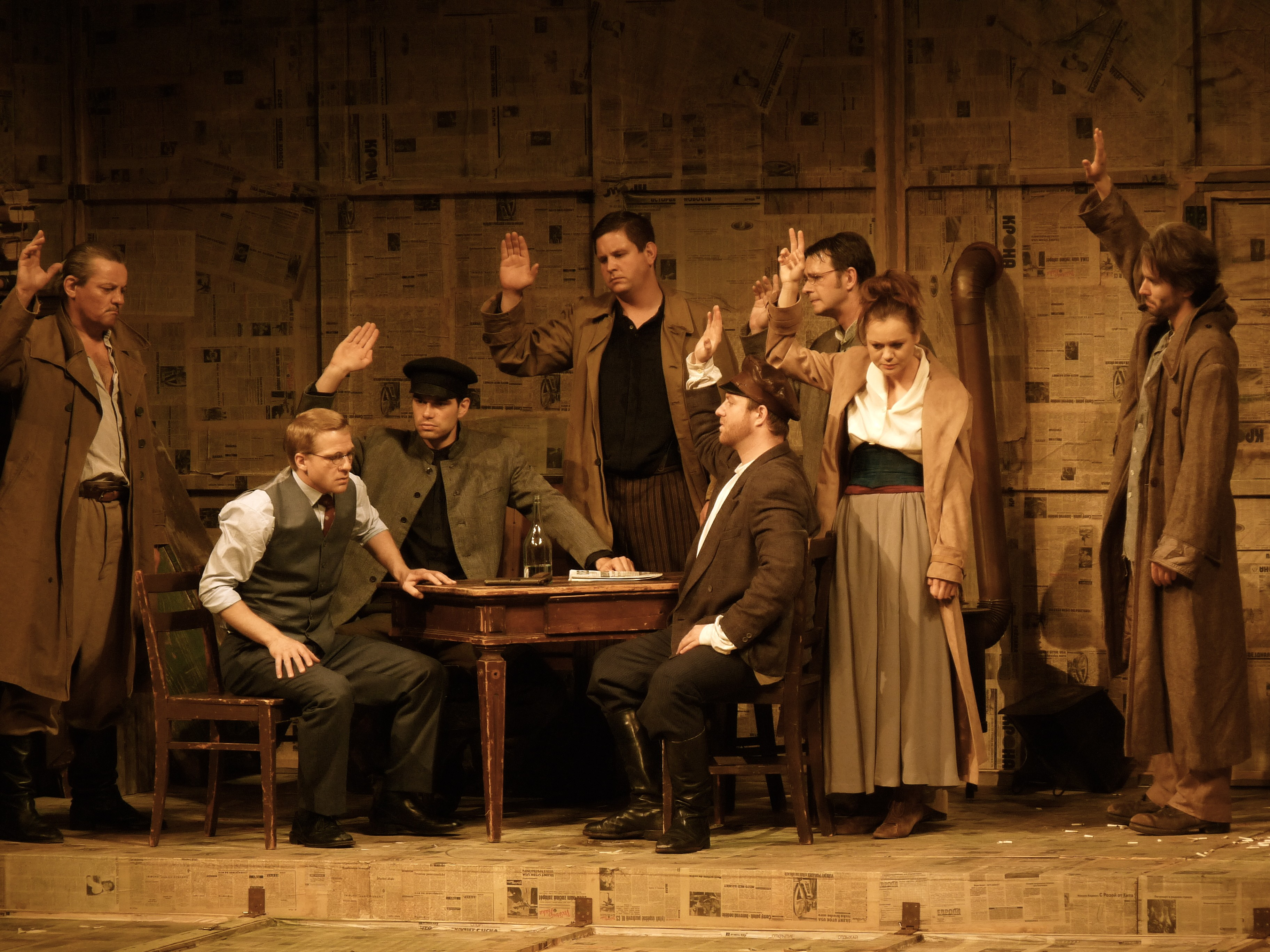
Foto von der Aufführung des Narrentanzes (als Mumraj). Theater Divadlo na Vinohradech in Prag im Jahre 2009 (Die Abstimmung der Revolutionäre).

- Nur Ruhe! Posse in drei Akten von Johann Nestroy, für die moderne Bühne bearbeitet von Leo Birinski (gedruckt 1913). Premiere: 5. Januar 1914, Deutsches Volkstheater Wien.
- Der heilige Teufel (Rasputin); das Schauspiel wurde im Deutschen vor dem Jahre 1927 geschrieben, aber sein Text wurde nicht gefunden. Die Maschinenschrift des Spieles im Englischen unter dem Titel The Holy Devil (Rasputin), Schauspiel in drei Akten, wurde im Nachlass vom Journalist und Schriftsteller Herman Bernstein (1876–1935) gefunden.
- Nowhere Bound Schauspiel in drei Akten (1935). Premiere: 22. Januar 1935, Imperial Theatre New York City. Regie: Archimedes H. van Buren.
- The Day Will Come, Schauspiel in drei Akten (1944). Premiere: 7. September 1944, National Theatre New York City. Regie: Lee Elmore.

### Filmografie
| - 1923: Tragödie der Liebe - 1925: Der Bastard - 1925: Finale der Liebe - 1926: Der Mann aus dem Jenseits - 1926: Der Prinz und die Tänzerin - 1926: Die Flucht in den Zirkus - 1927: Der Meister der Welt - 1927: Der Soldat der Marie - 1927: Die Geliebte - 1927: Laster der Menschheit - 1927: Mata Hari, die rote Tänzerin | - 1927: Verbotene Liebe - 1929: Love and the Devil - 1930: Olympia - 1931: Mata Hari - 1933: Das Hohe Lied (The Song of Songs) - 1934: Stamboul Quest - 1936: The Gay Desperado - 1937: Mademoiselle Docteur - 1939: Full Confession - 1942: The Lady Has Plans |